# فييدما
فييدما (بالإسبانية: Viedma)‏ وهي مدينة في الأرجنتين وهي عاصمة مقاطعة ريو نيغرو تقع المدينة شرق المقاطعة ومطلة على المحيط الأطلسي وتعتبر رابع أكبر مدينة في المقاطعة بعدد سكانها البالغ 54,477 ألف نسمة، تم بناء المدينة في سنة 1779 وتعتبر من أقدم المدن في الأرجنتين يمر من هذه المدينة نهر نيغرو.

## المناخ
يظهر الجدول التالي التغييرات المناخية على مدار السنة لفييدما:
| البيانات المناخية لـفييدما                       | البيانات المناخية لـفييدما | البيانات المناخية لـفييدما | البيانات المناخية لـفييدما | البيانات المناخية لـفييدما | البيانات المناخية لـفييدما | البيانات المناخية لـفييدما | البيانات المناخية لـفييدما | البيانات المناخية لـفييدما | البيانات المناخية لـفييدما | البيانات المناخية لـفييدما | البيانات المناخية لـفييدما | البيانات المناخية لـفييدما | البيانات المناخية لـفييدما |
| الشهر                                            | يناير                      | فبراير                     | مارس                       | أبريل                      | مايو                       | يونيو                      | يوليو                      | أغسطس                      | سبتمبر                     | أكتوبر                     | نوفمبر                     | ديسمبر                     | المعدل السنوي              |
| ------------------------------------------------ | -------------------------- | -------------------------- | -------------------------- | -------------------------- | -------------------------- | -------------------------- | -------------------------- | -------------------------- | -------------------------- | -------------------------- | -------------------------- | -------------------------- | -------------------------- |
| الدرجة القصوى °م (°ف)                            | 42.9 (109.2)               | 43.7 (110.7)               | 38.5 (101.3)               | 33.6 (92.5)                | 29.9 (85.8)                | 25.2 (77.4)                | 25.0 (77.0)                | 29.6 (85.3)                | 32.3 (90.1)                | 35.4 (95.7)                | 39.9 (103.8)               | 43.2 (109.8)               | 43.7 (110.7)               |
| متوسط درجة الحرارة الكبرى °م (°ف)                | 29.4 (84.9)                | 28.3 (82.9)                | 25.3 (77.5)                | 20.9 (69.6)                | 16.3 (61.3)                | 13.1 (55.6)                | 12.8 (55.0)                | 15.1 (59.2)                | 17.5 (63.5)                | 21.4 (70.5)                | 25.0 (77.0)                | 27.9 (82.2)                | 21.1 (70.0)                |
| المتوسط اليومي °م (°ف)                           | 22.1 (71.8)                | 20.8 (69.4)                | 18.3 (64.9)                | 13.8 (56.8)                | 9.9 (49.8)                 | 7.2 (45.0)                 | 6.6 (43.9)                 | 8.2 (46.8)                 | 10.5 (50.9)                | 14.3 (57.7)                | 17.7 (63.9)                | 20.6 (69.1)                | 14.2 (57.6)                |
| متوسط درجة الحرارة الصغرى °م (°ف)                | 14.7 (58.5)                | 14.1 (57.4)                | 12.0 (53.6)                | 7.8 (46.0)                 | 4.7 (40.5)                 | 2.4 (36.3)                 | 1.5 (34.7)                 | 2.3 (36.1)                 | 4.0 (39.2)                 | 7.1 (44.8)                 | 10.1 (50.2)                | 12.9 (55.2)                | 7.8 (46.0)                 |
| أدنى درجة حرارة °م (°ف)                          | 1.8 (35.2)                 | 2.4 (36.3)                 | −0.7 (30.7)                | −3.1 (26.4)                | −5.3 (22.5)                | −8.7 (16.3)                | −10.8 (12.6)               | −7.2 (19.0)                | −6.7 (19.9)                | −5.0 (23.0)                | −1.8 (28.8)                | 1.4 (34.5)                 | −10.8 (12.6)               |
| الهطول مم (إنش)                                  | 31.4 (1.24)                | 43.0 (1.69)                | 54.1 (2.13)                | 41.8 (1.65)                | 28.8 (1.13)                | 25.6 (1.01)                | 26.0 (1.02)                | 22.3 (0.88)                | 25.2 (0.99)                | 30.3 (1.19)                | 23.6 (0.93)                | 21.3 (0.84)                | 373.4 (14.70)              |
| متوسط أيام هطول الأمطار (≥ 0.1 mm)               | 5.2                        | 5.6                        | 6.0                        | 6.4                        | 7.1                        | 8.0                        | 7.2                        | 5.8                        | 5.5                        | 6.1                        | 5.1                        | 5.0                        | 73.0                       |
| متوسط الرطوبة النسبية (%)                        | 50.2                       | 56.1                       | 62.8                       | 67.3                       | 73.4                       | 75.0                       | 72.1                       | 66.9                       | 64.0                       | 57.8                       | 51.0                       | 48.2                       | 62.1                       |
| ساعات سطوع الشمس الشهرية                         | 291.0                      | 257.1                      | 272.8                      | 201.0                      | 148.8                      | 126.0                      | 133.3                      | 179.8                      | 201.0                      | 248.0                      | 270.0                      | 291.4                      | 2٬620٫2                    |
| نسبة وصول أشعة الشمس                             | 65.0                       | 66.0                       | 69.0                       | 59.0                       | 49.0                       | 43.5                       | 45.0                       | 54.5                       | 56.0                       | 60.0                       | 63.0                       | 62.0                       | 57.7                       |
| المصدر #1: Servicio Meteorológico Nacional       |                            |                            |                            |                            |                            |                            |                            |                            |                            |                            |                            |                            |                            |
| المصدر #2: Secretaria de Mineria (sun 1971–1990) |                            |                            |                            |                            |                            |                            |                            |                            |                            |                            |                            |                            |                            |

## توأمة
لفييدما اتفاقيات توأمة مع:
- كوتشابامبا [6]

## أعلام
- غاستون سيليرينو
- خوان مانويل مارتنيز
- فالنتينا كامارا
- سيجوندو سيرناداس
- رونالد ريختر
- فابيو فاسكيز